# ヤスミーン・ビーバウ
ヤスミーン・ビーバウ（Jasmien Biebauw、女性、1990年9月24日 - ）は、ベルギーのバレーボール選手。ポジションはセッター。ベルギー代表。

## 来歴
2005年、VDK Gent Damesに入団しバレーボール選手のキャリアをスタートさせる。2006年にベルギー代表に初選出される。2007年、ユース代表としてユース世界選手権に出場した。
2013年、欧州選手権では銅メダルを獲得した。2014年、ワールドグランプリでは6位入賞した。

## 球歴
- 欧州選手権 - 2013年
- ワールドグランプリ - 2014年

## 所属クラブ
- VDK Gent Dames（2005-2011年）
- VC Oudegem（2011-2013年）
- Asterix Kieldrecht（2013-2018年）
- Hermes Rekkenshop Oostende（2018-2020年）
- VLAVO Saturnus Michelbeke（2023-）